# GPL linking exception
GPL linking exception (en català excepció de vinculació GPL) permet modificar la llicència GNU General Public License (GNU GPL) afegint una excepció a la llicència original per a crear-ne una de nova que habilita als proveïdors de  llibreries de codi ser  enllaçats per  aplicacions sense complir totes clàusules de la  GNU GPL.
Moltes biblioteques de programari lliure que es distribueixen sota la llicència GNU GPL utilitzen excepcions,  wget n'és un exemple, és distribuït sota llicència GNU GPL amb una excepció que l'hi permet enllaçar amb la llibreria OpenSSL (amb llicència incompatible amb GNU GPL). Sovint les llibreries de compilació en temps d'execució utilitzen aquesta excepció, per exemple la llibreria libgcc del GNU Compiler Collection, així com totes les biblioteques del projecte Free Pascal.
L'any 2007 Sun Microsystems va publicar la major part de codi font de les biblioteques de classes per a Java SE i Java EE sota llicència GPLv2 amb l'excepció de vinculació Classpath, fent-la servir també per al servidor d'aplicacions GlassFish i per l'entorn de desenvolupament integrat NetBeans. La versió 3 de la GNU Lesser General Public License (GNU LGPL) està construïda com una excepció a la GNU GPL.

## L'excepció de vinculació Classpath
El projecte GNU Classpath proporciona un exemple d'utilització d'una GPL linking exception. La biblioteca GNU Classpath utilitza la següent llicència:
Classpath es distribueix sota els termes de la llicència GNU General Public License amb el següent aclariment i excepció especial.
 La vinculació d'aquesta biblioteca de forma estàtica o dinàmica amb altres mòduls està creant un treball conjunt sobre la base d'aquesta biblioteca. Per tant, els termes i les condicions de la GNU General Public License cobreixen tota la combinació. 
 Com a excepció especial, els titulars de drets d'autor d'aquesta biblioteca li donen permís per vincular aquesta biblioteca amb mòduls independents per a produir un executable, independentment dels termes de la llicència d'aquests mòduls independents, i copiar i distribuir l'executable resultant sota els termes de la seva elecció, sempre que a més compleixi, per a cada mòdul independent vinculat, els termes i condicions de la llicència d'aquest mòdul. Un mòdul independent és un mòdul que no es deriva o no esta basat en aquesta biblioteca. Si modifica aquesta biblioteca, pot estendre aquesta excepció a la seva versió de la biblioteca, però no està obligat a fer-ho. Si no desitja fer-ho, esborri aquesta declaració d'excepció de la seva versió. 
Com a tal, es pot utilitzar per executar, crear i distribuir una gran classe d'aplicacions i applets. Quan GNU Classpath s'utilitza sense modificar com a biblioteca de classes base per a una màquina virtual, compilador de  llenguatge Java, o per un programa escrit en Java no afecta la llicència per a distribuir directament aquests programes.

## La GNU Lesser General Public License
Mentre que la versió 2.1 de la GNU LGPL era una llicència independent, l'actual  LGPLv3 es basa en una referència a la GNU GPL.
En comparació amb la llicència de la GNU Classpath anterior, la GNU LGPL demana més requisits a l'excepció de vinculació: ha de permetre la modificació de les parts de la biblioteca que utilitza i l'enginyeria inversa (del programa i la biblioteca) per a la  depuració d'aquestes modificacions.